# Futsal en los Juegos Mundiales de Cali 2013
El futsal en los Juegos Mundiales de 2013 estuvo compuesto por un único evento masculino, disputado entre el 26 de julio y el 30 de julio en el Coliseo Luis Ignacio Álvarez Ospina , con capacidad para 1.600 aficionados ubicado en la ciudad de Buga, cercana a Cali, ciudad anfitriona de los juegos. En el certamen de exhibición, participaron selecciones de América (7), Europa (3), mientras que Australia representó a Oceanía y Taiwán a Asia. El torneo dejó como campeón a la selección anfitriona convirtiéndose en el primer campeón del ciclo de Juegos Mundiales.

## Sistema de juego
El torneo se jugó con 12 selecciones de acuerdo al reglamento de la AMF, los equipos quedaron divididos en 3 grupos de 4 equipos cada uno. Clasificaron a semifinales el primero de cada grupo y el mejor segundo de los tres. Los ganadores pasaron a la Gran Final definiendo medallas de oro y plata y los perdedores jugaron por el Bronce. Los partidos se realizaron los días 26, 27 y 28 de julio la fase de clasificación; el 29 las semifinales, y el 30 los partidos por el título y por el tercer puesto.

## Primera fase
- Los horarios corresponden a la hora de Colombia (UTC-5).
- Ítems: Pts: puntos; J: jugados; G: ganados; E: empatados; P: perdidos; GF: goles a favor; GC: goles en contra; Dif: diferencia de goles.

### Grupo A
| Grupo A   | Pts | J | G | E | P | GF | GC | Dif |
| --------- | --- | - | - | - | - | -- | -- | --- |
| Colombia  | 5   | 3 | 2 | 1 | 0 | 24 | 6  | +18 |
| Brasil    | 5   | 3 | 2 | 1 | 0 | 12 | 5  | +7  |
| Cataluña  | 2   | 3 | 1 | 0 | 2 | 10 | 17 | -7  |
| Australia | 0   | 3 | 0 | 0 | 3 | 3  | 21 | -18 |

| 26 de julio de 2013 | Colombia | 10:3 | Cataluña | Coliseo Luis Ignacio Álvarez, Buga |  |
| 20:00               |          |      |          |                                    |  |

| 26 de julio de 2013 | Brasil | 5:0 | Australia | Coliseo Luis Ignacio Álvarez, Buga |  |
| 20:00               |        |     |           |                                    |  |

| 27 de julio de 2013 | Cataluña | 5:3 | Australia | Coliseo Luis Ignacio Álvarez, Buga |  |
| 09:00               |          |     |           |                                    |  |

| 27 de julio de 2013 | Colombia | 3:3 | Brasil | Coliseo Luis Ignacio Álvarez, Buga |  |
| 20:00               |          |     |        |                                    |  |

| 28 de julio de 2013 | Brasil | 4:2 | Cataluña | Coliseo Luis Ignacio Álvarez, Buga |  |
| 14:30               |        |     |          |                                    |  |

| 28 de julio de 2013 | Colombia | 11:0 | Australia | Coliseo Luis Ignacio Álvarez, Buga |  |
| 20:00               |          |      |           |                                    |  |

### Grupo B
| Grupo B            | Pts | J | G | E | P | GF | GC | Dif |
| ------------------ | --- | - | - | - | - | -- | -- | --- |
| Venezuela          | 4   | 3 | 2 | 0 | 1 | 12 | 5  | +7  |
| Paraguay           | 4   | 3 | 2 | 0 | 1 | 19 | 7  | +12 |
| Uruguay            | 4   | 3 | 2 | 0 | 1 | 11 | 9  | +2  |
| República de China | 0   | 3 | 0 | 0 | 3 | 3  | 24 | -21 |

#### Desempate
- El reglamento establecía que en caso de empate en puntos entre 3 equipos, se definían las posiciones por Diferencia de Puntos y luego Diferencia de Goles en los partidos que jugaron entre sí dichos 3 equipos.
- De esta forma para el desempate por esta regla, las posiciones fueron las siguientes :

| Desempate | Pts | J | G | E | P | GF | GC | Dif |
| --------- | --- | - | - | - | - | -- | -- | --- |
| Venezuela | 2   | 2 | 1 | 0 | 1 | 7  | 5  | +2  |
| Paraguay  | 2   | 2 | 1 | 0 | 1 | 5  | 6  | -1  |
| Uruguay   | 2   | 2 | 1 | 0 | 1 | 6  | 7  | -1  |

| 26 de julio de 2013 | Paraguay | 2:4 | Uruguay | Coliseo Luis Ignacio Álvarez, Buga |  |
| 9:00                |          |     |         |                                    |  |

| 26 de julio de 2013 | Venezuela | 5:0 | Taiwán | Coliseo Luis Ignacio Álvarez, Buga |  |
| 10:30               |           |     |        |                                    |  |

| 27 de julio de 2013 | Uruguay | 5:2 | Taiwán | Coliseo Luis Ignacio Álvarez, Buga |  |
| 14:30               |         |     |        |                                    |  |

| 27 de julio de 2013 | Paraguay | 3:2 | Venezuela | Coliseo Luis Ignacio Álvarez, Buga |  |
| 18:30               |          |     |           |                                    |  |

| 28 de julio de 2013 | Paraguay | 14:1 | Taiwán | Coliseo Luis Ignacio Álvarez, Buga |  |
| 9:00                |          |      |        |                                    |  |

| 28 de julio de 2013 | Venezuela | 5:2 | Uruguay | Coliseo Luis Ignacio Álvarez, Buga |  |
| 16;30               |           |     |         |                                    |  |

### Grupo C
| Grupo C         | Pts | J | G | E | P | GF | GC | Dif |
| --------------- | --- | - | - | - | - | -- | -- | --- |
| Argentina       | 4   | 3 | 2 | 0 | 1 | 14 | 6  | +8  |
| República Checa | 4   | 3 | 2 | 0 | 1 | 10 | 10 | 0   |
| Rusia           | 2   | 3 | 1 | 0 | 2 | 10 | 13 | -3  |
| Canadá          | 2   | 3 | 1 | 0 | 2 | 7  | 12 | -5  |

| 26 de julio de 2013 | Rusia | 5:2 | Canadá | Coliseo Luis Ignacio Álvarez, Buga |  |
| 14:30               |       |     |        |                                    |  |

| 26 de julio de 2013 | Argentina | 5:1 | República Checa | Coliseo Luis Ignacio Álvarez, Buga0 |  |
| 16:00               |           |     |                 |                                     |  |

| 27 de julio de 2013 | República Checa | 5:2 | Canadá | Coliseo Luis Ignacio Álvarez, Buga |  |
| 10:30               |                 |     |        |                                    |  |

| 27 de julio de 2013 | Argentina | 7:2 | Rusia | Coliseo Luis Ignacio Álvarez, Buga |  |
| 16:00               |           |     |       |                                    |  |

| 28 de julio de 2013 | Argentina | 2:3 | Canadá | Coliseo Luis Ignacio Álvarez, Buga |  |
| 9:00                |           |     |        |                                    |  |

| 28 de julio de 2013 | Rusia | 3:4 | República Checa | Coliseo Luis Ignacio Álvarez, Buga |  |
| 10:30               |       |     |                 |                                    |  |

## Mejor Segundo
El mejor segundo de los tres grupos avanza a la segunda ronda.
| N.º | Equipo          | Gr | Pts | J | G | E | P | GF | GC | Dif |
| --- | --------------- | -- | --- | - | - | - | - | -- | -- | --- |
| 1.  | Brasil          | A  | 5   | 3 | 2 | 1 | 0 | 12 | 5  | +7  |
| 2.  | Paraguay        | B  | 4   | 3 | 2 | 0 | 1 | 19 | 7  | +12 |
| 3.  | República Checa | C  | 4   | 3 | 2 | 0 | 1 | 10 | 10 | 0   |

## Segunda fase

### Cuadro general
|  | Semifinales         | Semifinales         |           |          | Final               | Final               |  |
|  | 29 de julio de 2013 | 29 de julio de 2013 |           |          | 30 de julio de 2013 | 30 de julio de 2013 |  |
|  |                     |                     |           |          |                     |                     |  |
|  |                     |                     |           |          |                     |                     |  |
|  | Colombia            | 4                   |           |          |                     |                     |  |
|  | Colombia            | 4                   |           |          |                     |                     |  |
|  | Brasil              | 2                   |           |          |                     |                     |  |
|  | Brasil              | 2                   |           | Colombia | 3                   |                     |  |
|  |                     |                     |           | Colombia | 3                   |                     |  |
|  |                     |                     | Venezuela | 1        |                     |                     |  |
|  | Venezuela           | 5                   | Venezuela | 1        |                     |                     |  |
|  | Venezuela           | 5                   |           |          |                     |                     |  |
|  | Argentina           | 3                   |           |          | Tercer lugar        | Tercer lugar        |  |
|  | Argentina           | 3                   |           |          | Tercer lugar        | Tercer lugar        |  |
|  |                     |                     |           |          |                     |                     |  |
|  |                     |                     |           |          | Brasil              | 3                   |  |
|  |                     |                     |           |          | Brasil              | 3                   |  |
|  |                     |                     |           |          | Argentina           | 2                   |  |
|  |                     |                     |           |          | Argentina           | 2                   |  |
|  |                     |                     |           |          |                     |                     |  |

### Semifinales
| 29 de julio de 2013 | Colombia                                                                  | 4:2     | Brasil                                   | Coliseo Luis Ignacio Álvarez, Buga |                                |
|                     | Jorge Cuervo 8’00'S.T 11’56'P.T · Camilo Gómez 17'04'S.T · Derris Sánchez | Reporte | Wesley 34’00'P.T · Julio César 35’00'P.T | Asistencia: 3.000 espectadores     | Asistencia: 3.000 espectadores |

| 29 de julio de 2013 | Venezuela                                       | 5:3     | Argentina                         | Coliseo Luis Ignacio Álvarez, Buga |                                |
|                     | José Peña · Félix Rodríguez · Wilfredo Figueroa | Reporte | Nahuel Parada · Ramiro Gómez Ares | Asistencia: 3.000 espectadores     | Asistencia: 3.000 espectadores |

### Tercer lugar
| 30 de julio de 2013 | Brasil | 3:2     | Argentina | Coliseo Luis Ignacio Álvarez, Buga |                                |
|                     |        | Reporte |           | Asistencia: 3.000 espectadores     | Asistencia: 3.000 espectadores |

### Final
| 30 de julio de 2013 | Colombia                                                | 3:1     | Venezuela                   | Coliseo Luis Ignacio Álvarez, Buga |  |
|                     | Jhon Pinilla 0'56'P.T 8'00'P.T · Camilo Gómez 14'00'P.T | Reporte | Wilfredo Figueroa 10'00'S.T |                                    |  |

|                              |
| Bandera de Colombia          |
| Campeón Colombia 1.er Título |

## Medallero
|          |           |        |
| Colombia | Venezuela | Brasil |

## Tabla general
| Pos. | Equipo             | Pts | J | G | E | P | GF | GC | Dif. | Rend. |
| ---- | ------------------ | --- | - | - | - | - | -- | -- | ---- | ----- |
| 1    | Colombia           | 9   | 5 | 4 | 1 | 0 | 31 | 9  | +22  | 90%   |
| 2    | Venezuela          | 6   | 5 | 3 | 0 | 2 | 18 | 11 | +7   | 60%   |
| 3    | Brasil             | 7   | 5 | 3 | 1 | 1 | 17 | 11 | +6   | 70%   |
| 4    | Argentina          | 4   | 5 | 2 | 0 | 3 | 19 | 14 | +5   | 40%   |
| 5    | Paraguay           | 4   | 3 | 2 | 0 | 1 | 19 | 7  | +12  | 66,6% |
| 6    | Uruguay            | 4   | 3 | 2 | 0 | 1 | 11 | 9  | +2   | 58,3% |
| 7    | República Checa    | 4   | 3 | 2 | 0 | 1 | 10 | 10 | 0    | 33,3% |
| 8    | Rusia              | 2   | 3 | 1 | 0 | 2 | 10 | 13 | -3   | 33,3% |
| 9    | Canadá             | 2   | 3 | 1 | 0 | 2 | 7  | 12 | -5   | 33,3% |
| 10   | Cataluña           | 2   | 3 | 1 | 0 | 2 | 10 | 17 | -7   | 33,3% |
| 11   | Australia          | 0   | 3 | 0 | 0 | 3 | 3  | 21 | -18  | 0%    |
| 12   | República de China | 0   | 3 | 0 | 0 | 3 | 3  | 24 | -21  | 0%    |